# Державна служба України з питань протидії ВІЛ-інфекції/СНІДу та інших соціально небезпечних захворювань
Державна служба України з питань протидії ВІЛ-інфекції/СНІДу та інших соціально небезпечних захворювань (Держслужба України соцзахворювань) — центральний орган виконавчої влади, діяльність якого спрямовується і координується Кабінетом Міністрів України через Міністра охорони здоров'я України.
Держслужба України соцзахворювань входить до системи органів виконавчої влади та реалізує державну політику у сфері протидії ВІЛ-інфекції/СНІДу та іншим соціально небезпечним захворюванням.
З 27 травня 2014 року службу очолює Курпіта Володимир Іванович.